# Lucien Febvre
Lucien Paul Victor Febvre (Nancy, 22 de juliol de 1878 - Saint-Amour, Jura, 26 de setembre de 1956), més conegut com a Lucien Febvre, va ser un dels més importants historiadors francesos, fundador amb Marc Bloch de l'escola dels Annales.

## Biografia
Educat en un ambient refinat i culte, des de molt jove s'interessa per la història i la literatura. Stendhal és una de les seves principals referències. En aquesta època el seu interès es decanta per la història econòmica i per totes aquelles matèries que afecten l'estudi de l'ésser humà. Va ser influït en un primer moment per l'obra de Vidal de la Blache, durant la seva estada en l'École Normale Supérieure (1899-1902), i va guanyar el doctorat en història el 1911 amb la tesi Philippe II et la Franche-Comté. Étude d'histoire politique, religieuse et sociale. Poc temps després va treballar en la Universitat de Dijon.
Febvre va lluitar en la Primera Guerra Mundial i inicià les seues activitats en la càtedra a la Universitat d'Estrasburg el 1919, quan la província va tornar a domini francès. En aquest centre faria una estreta relació amb l'elit intel·lectual del moment i una bona amistat amb Marc Bloch. Els dos es mostren completament d'acord amb renovar alguns aspectes en l'estudi de la història. El 1929, ell i Marc Bloch van fundar la revista Annales d'histoire économique et sociale, del títol de la qual va sortir el nom del seu estil distintiu de fer història. L'objectiu d'aquesta publicació era abastar la història des de tots els punts de vista possibles i sense traves. En altres paraules, convertir aquesta matèria en un mètode multidisciplinari. El 1933 Febvre va aconseguir una càtedra en el Col·legi de França.
Va publicar molts títols durant els anys 30 i inicis dels 40, però la Segona Guerra Mundial va interrompre el seu treball. Amb la mort de Marc Bloch, afusellat per la Gestapo, va dirigir tot sol l'escola dels Annales en el període de la postguerra; el seu major deixeble i continuador de l'escola dels Annales fou l'historiador Fernand Braudel.

## Obra
- Philippe II et la Franche-Comté. Etude d'histoire politique, religieuse et sociale, 1911.
- Notes et documents sur la Réforme et l'Inquisition en Franche-Comté, 1911.
- Histoire de la Franche-Comté, 1912.
- La Terre et l'évolution humaine, 1922.
- Un destin. Martin Luther, 1928.
- Civilisation. Evolution d'un mot et d'un groupe d'idées, 1930.
- Le Rhin. Problèmes d'histoire et d'économie, 1935.
- (dir.): Encyclopédie française, 11 volums apareguts entre 1935 i 1940.
- Le problème de l'incroyance au XVIe siècle. La religion de Rabelais, 1942.
- Origène et Des Périers ou l'énigme du Cymbalum Mundi, 1942.
- Autour de l'Heptaméron. Amour sacré, amour profane, 1944.
- Les classiques de la liberté: Michelet, 1946.
- Combats pour l'histoire, 1953.
- Au coeur religieux du XVIe siècle, 1957.